# فهرست کهن‌ترین تضمین‌ها به فردوسی
در پی استقبال روزافزون از شاهنامهٔ فردوسی در جوامع ایرانی‌مآب، از سدهٔ ششم ه‍.ق به‌بعد شماری از شاعران و ادیبان ایرانی، کوشیدند تا با تضمین ابیاتی از فردوسی، به آراستن کلام خود بپردازند. از آنجا که کهن‌ترین نسخه‌های موجود از شاهنامه، یعنی فلورانس (۶۱۴ ه‍.ق) و لندن (۶۷۵ ه‍.ق)، هر دو در فاصلهٔ بیش از دو سده پس از به‌نگارش درآمدن این کتاب تهیه شده‌اند، پیشنهادهایی برای تصحیح شاهنامه، با بهره‌بردن از کهن‌ترین تضمین‌های شناخته‌شده که قاعدتاً بایستی از نسخه‌های مربوط به سده‌های پنجم، ششم و هفتم گرفته‌شده باشند، داده‌شده است. پیرامون میزان کارآمدی، و فواید احتمالی این شیوه، بحث‌ها و اختلاف نظرهایی وجود دارد.
| نگاره | نام اثر                               | نویسنده                     | سال تألیف             | گروه‌بندی      | شمار ابیات از شاهنامهشمار ابیات از هجونامه |
| ----- | ------------------------------------- | --------------------------- | --------------------- | ------------- | ------------------------------------------ |
| _     | خلق‌الانسان                            | بیان‌الحق نیشابوری           | اوایل سدهٔ ششم ه‍.ق      | ادبیات عرفانی | ۵۴_                                        |
|       | مجمل التواریخ و القصص                 | ناشناس                      | ۵۲۰ ه‍.ق                | تاریخ‌نگاری    | ۵_                                         |
| _     | کنوزالحکمة                            | شیخ احمد جامی               | ۵۳۳ ه‍.ق                | ادبیات عرفانی | ۱_                                         |
|       | چهار مقاله                            | نظامی عروضی                 | ۵۵۱–۵۵۲ ه‍.ق            | ادبیات تعلیمی | ۲۲۶                                        |
| _     | روض‌الجنان و روح‌الجنان فی تفسیر القرآن | جمال‌الدین ابوالفتوح رازی    | ۵۵۶ ه‍.ق                | تفسیر قرآن    | ۲_                                         |
| _     | خردنامه                               | ابوالفضل یوسف بن علی مستوفی | سدهٔ ششم ه‍.ق            | ادبیات تعلیمی | ۲۵۲_                                       |
| _     | سندبادنامه                            | ظهیری سمرقندی               | اواخر سدهٔ ششم ه‍.ق      | ادبیات تعلیمی | ۶_                                         |
| _     | راحةالصدور و آیةالسرور                | نجم‌الدین راوندی             | ۵۹۹–۶۰۳ ه‍.ق            | تاریخ‌نگاری    | ۶۷۶_                                       |
| _     | ترجمهٔ تاریخ یمینی                     | ابوالشرف ناصح گلپایگانی     | ۶۰۳ ه‍.ق                | تاریخ‌نگاری    | ۵_                                         |
| _     | فرائدالسلوک فی فضائل‌الملوک            | شمس‌الدین سجاسی              | ۶۰۹ ه‍.ق                | ادبیات تعلیمی | ۶۵_                                        |
|       | مرزبان‌نامهٔ وراوینی                    | سعدالدین وراوینی            | ۶۰۷–۶۲۲ ه‍.ق            | ادبیات تعلیمی | ۲۹_                                        |
| _     | مرصاد العباد من المبدأ الی المعاد     | نجم‌الدین رازی               | اوایل سدهٔ هفتم ه‍.ق     | ادبیات عرفانی | ۱۰_                                        |
| _     | جوامع الحکایات و لوامع الروایات       | محمد عوفی                   | اوایل سدهٔ هفتم ه‍.ق     | ادبیات تعلیمی | ۸_                                         |
|       | تاریخ طبرستان                         | ابن اسفندیار                | ۶۱۳ ه‍.ق                | تاریخ‌نگاری    | ۸_                                         |
| _     | اغراض السیاسه فی اعراض الریاسه        | ظهیری سمرقندی               | نیمهٔ نخست سدهٔ هفتم ه‍.ق | ادبیات تعلیمی | ۱۰_                                        |
| _     | منظومهٔ کلیله و دمنه                   | احمد بن محمود قانعی طوسی    | ۶۴۴–۶۵۵ ه‍.ق            | ادبیات تعلیمی | ۱۲۳                                        |
|       | بوستان                                | سعدی                        | ۶۵۵ ه‍.ق                | ادبیات تعلیمی | ۱_                                         |
|       | تاریخ جهانگشای                        | عطاملک جوینی                | ۶۵۸ ه‍.ق                | تاریخ‌نگاری    | ۸۱_                                        |
|       | الاوامرالعلائیه فی امورالعلائیه       | ابن بی‌بی                    | ۶۸۰ ه‍.ق                | تاریخ‌نگاری    | ۳۲                                         |